# Ardiajowie
Ardiajowie (gr.: Ἀρδιαῖοι, Ardiajoi lub Οὐαρδαῖοι, Oúardiajoi; łac. Vardiaei) – starożytne plemię iliryjskie zamieszkujące zachodnie tereny nad wschodnim brzegiem Morza Adriatyckiego ze ośrodkiem w Rhizon. Obecnie jej tereny znajdują się w Czarnogórze. 
Strabon, geograf grecki, wymienił Ardiajów, obok Autariatów i Dardanów, jako jednych z trzech najsilniejszych plemion iliryjskich. Ardiajowie mieli lokalną dynastię rządzącą ich krajem do podboju Ilirii przez republikę rzymską w r. 168 p.n.e.
Ilirowie praktykowali przesiedlanie podbitych ludów i trzymanie ich w poddaństwie. Według greckiego historyka Teopompa Ardiajowie w pierwszej połowie IV w. p.n.e. mieli zniewolić 300 tys. osób. W r. 344/343 p.n.e. za panowania pierwszego znanego króla Pleuratosa I, zostali spustoszeni przez Filipa II, króla Macedonii, który wywiózł z ich kraju bogate łupy.
Agron, jeden z najpotężniejszych królów iliryjskich, dokonał zjednoczenia okolicznych plemion pod swą władzą. Następnie rozpoczął ekspansję na południe, po czym od tej pory rządził częścią Epiru. W r. 230 p.n.e. po jego śmierci władzę objęła Teuta jako regentka małoletniego pasierba Pinnesa. Ilirowie atakując italskie okręty handlowe spowodowali reakcję Rzymu, który wysłał posłów do Teuty. Na ich żądania zaprzestania działań pirackich, ona odpowiedziała, że piractwo jest zajęciem prywatnym i publiczna władza się nim nie zajmuje. Rzym postanowił wydać wojnę latem r. 229 p.n.e. Flota popłynęła pod Korkyrę, którą poddał Demetriusz z Faros wraz z załogą iliryjską. Następnym ich celem było uwolnienie Dyrrachion. Po jej oddaniu się w ich powiernictwo, armia rzymska wyruszyła w głąb kraju pokonując plemiona Ardiajów. Wiosną r. 228 p.n.e. Teuta przyjęła warunki Rzymu. W odpowiedzi zwycięzcy uznali Pinnesa za króla okrojonego państwa Ardiajów i zaliczył go do przyjaciół ludu rzymskiego.
Demetriusz z Faros zrywając sojusz z Rzymem, poślubił Triteutę, matkę Pinnesa. W ten sposób stał się cennym sojusznikiem Ardiajów. Filip V, król Macedonii, postanowił się z nim sprzymierzyć.
Ostatnim królem iliryjskim był Gentios, który został zaatakowany przez armię rzymską wysłaną przez senat. Wojska lądowe i morskie (ok. 30 tys. żołnierzy), dwukrotnie większe od przeciwnika, zmusiły Gentiosa w ciągu trzydziestu dni do kapitulacji w Skodrze (r. 168 p.n.e.). Rzymianie uzyskali w ten sposób władzę nad wybrzeżem aż po tereny na północ od Rhizon i na wyspach Morza Adriatyckiego aż do Issy. Powstała wówczas prowincja rzymska Ilirii.